# Helgelandsbrua
Helgelandsbrua je zavěšený most na cestě Fylkesvei 17 mezi městy Leland v norském kraji Nordland a Sandnessjøen na lofotském ostrově Alstom.
Most navrhl Holger S. Svensson; jeho výstavba byla započata v roce 1989 a ukončena v červenci 1991. Celkové finanční náklady na výstavbu mostu byly 200 mil. NOK
Do 27. 5. 2005 bylo na mostě vybíráno mýtné.
Most je s celkovou délkou 1065 m třetím nejdelším zavěšeným mostem v zemi (po mostech Nordhordlandsbrua a Stavanger bybru) a s délkou hlavního rozpětí 425 m druhým nejdelším podle délky rozpětí (po mostě Skarnsundbrua). Rozpětí bočních polí je 177.5 m a viadukty mají délku 182.25 m a 102.5 m. Mostovka se v nejvyšším bodě nachází 45 m nad hladinou fjordu Leirfjorden. Výška pylonů je 127 m a 138 m} a hloubka jejich základů je 31 m.
Helgelandsbrua je jedním ze dvou mostů, které spojují pevninu s ostrovem Alsta, který je rozdělen pohořím De syv søstre - druhým je most Sundøybrua, který vede na druhou část ostrova s vesnicí Sundøy.